# Fiat 127
FIAT 127 – samochód osobowy klasy aut miejskich produkowany przez włoski koncern motoryzacyjny FIAT w latach 1971–1995.

## Historia i opis modelu

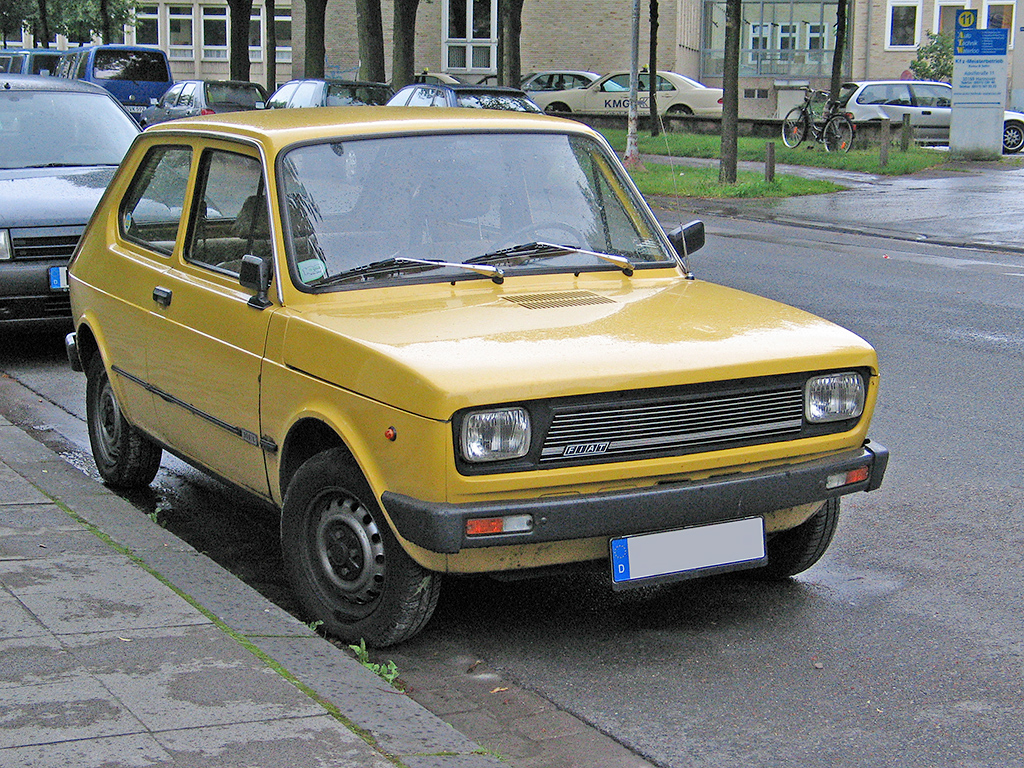
Fiat 127 Mk2

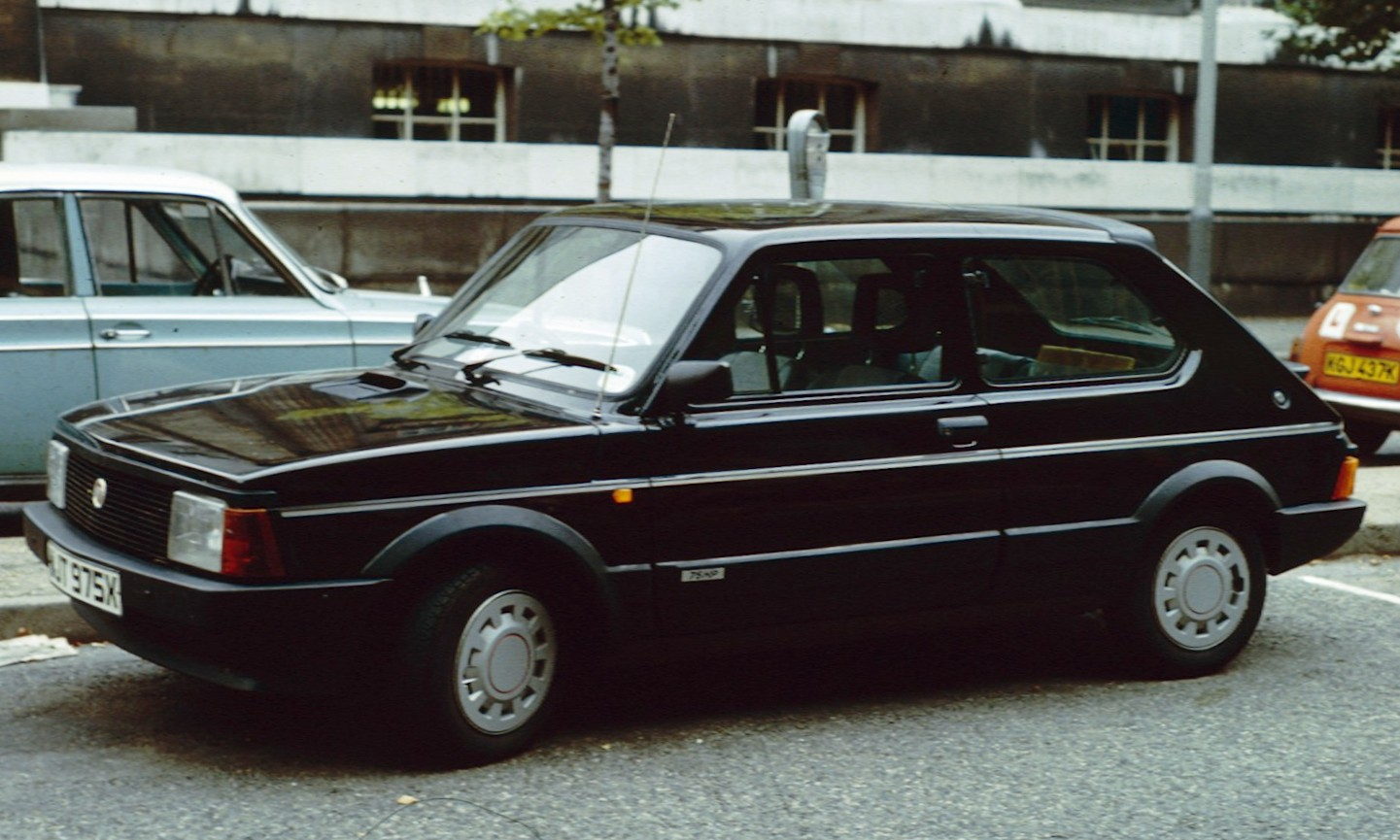
Fiat 127 Mk3

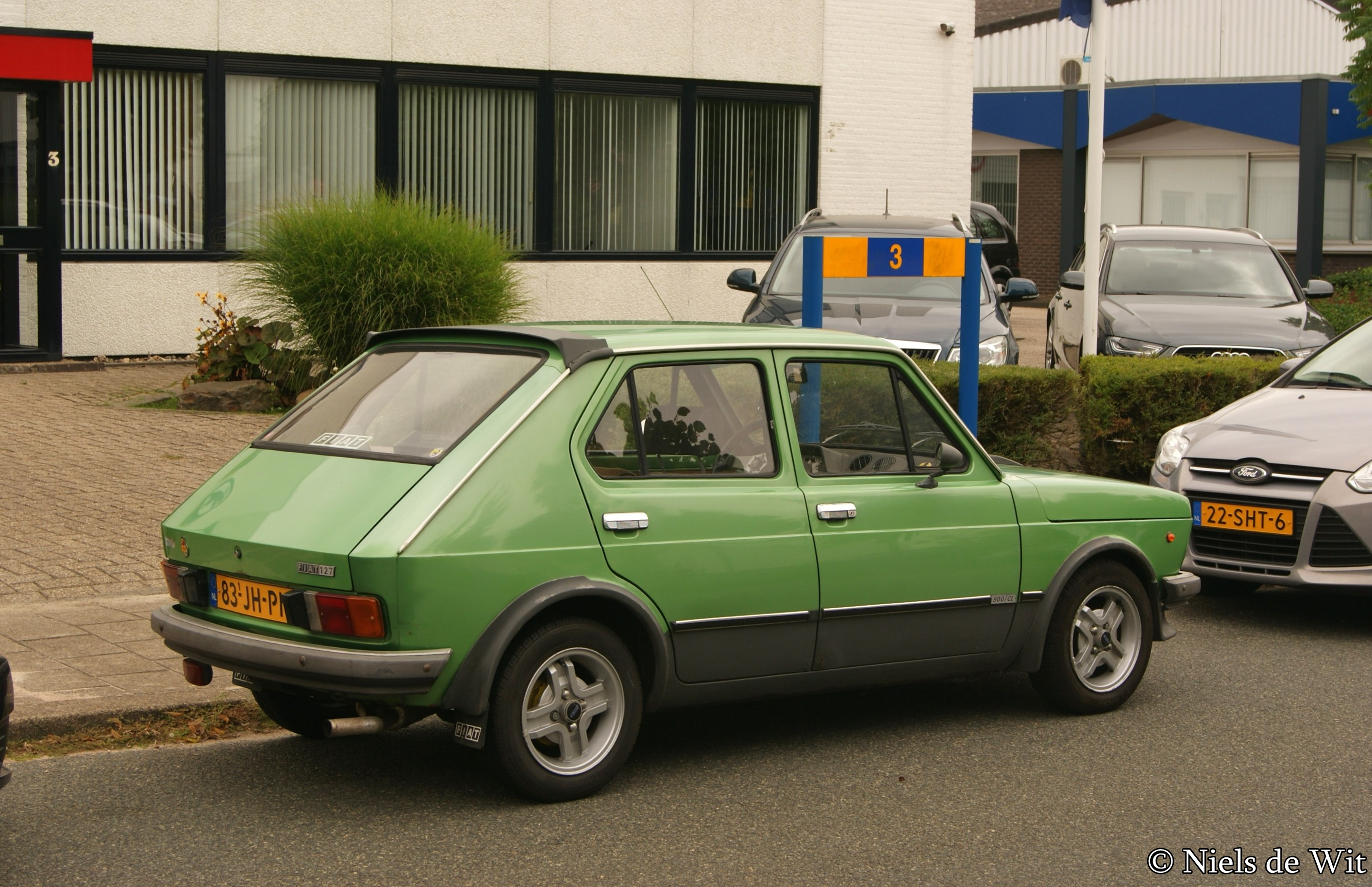
Fiat 127 Mk2 – tył

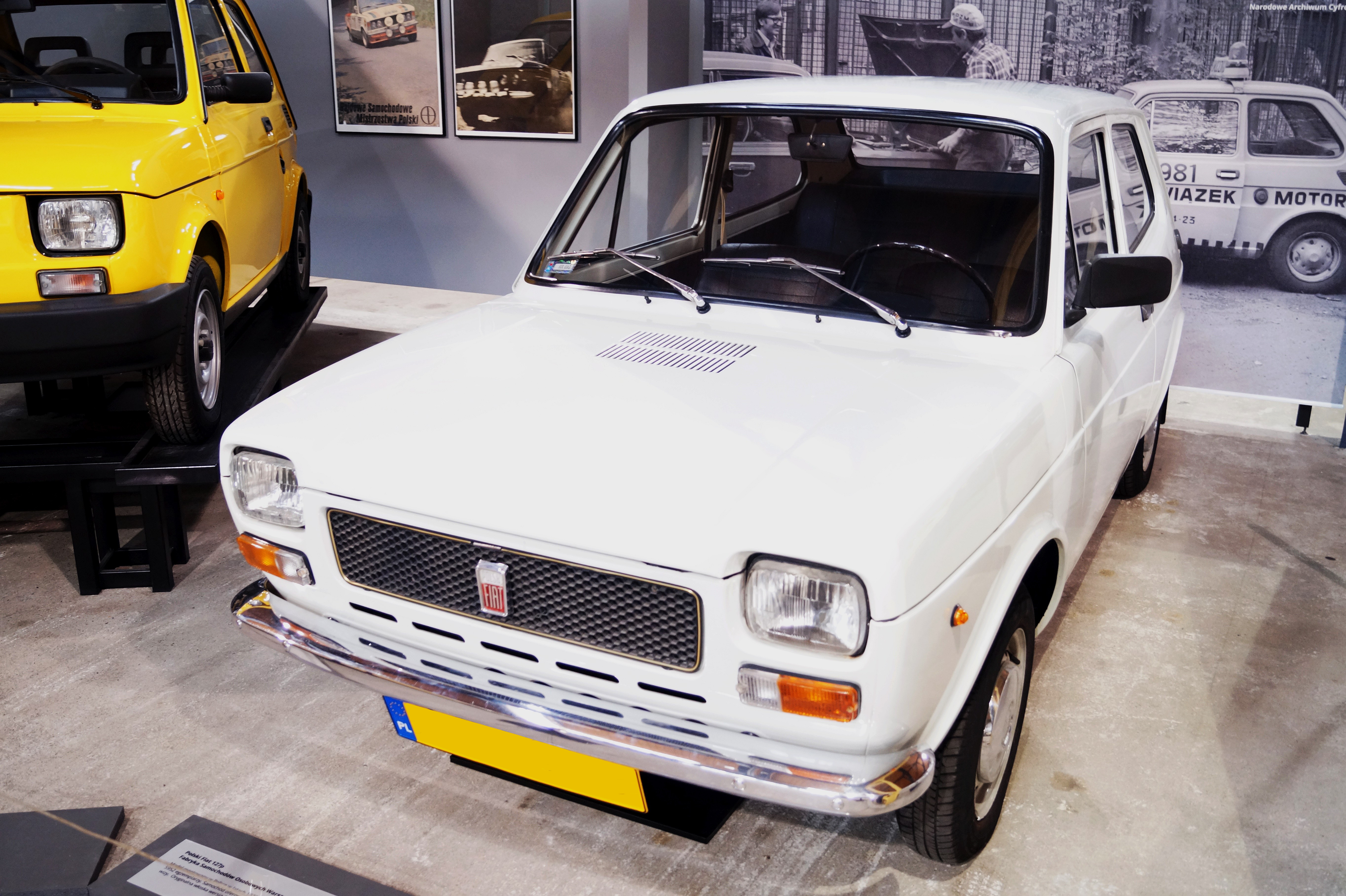
Polski Fiat 127p

Samochód został po raz pierwszy oficjalnie zaprezentowany w marcu 1971 roku jako następca tylnosilnikowego modelu 850. W konstrukcji pojazdu wykorzystanych zostało wiele podzespołów pochodzących z modelu Autobianchi A112, którego produkcję rozpoczęto w 1969 roku. Z modelu Autobianchi przejęty został cały układ napędowy oraz zespół podwozia. Nadwozie pojazdu zaprojektowane zostało całkowicie od nowa. Początkowo pojazd oferowany był wyłącznie jako 2-drzwiowy fastback. Do napędu pojazdu służył czterocylindrowy silnik benzynowy o pojemności 0.9 l, który przekazywał moc na przednie koła za pomocą 4-biegowej ręcznej skrzyni biegów.
W 1972 roku gamę nadwoziową pojazdu poszerzono o wersję 3-drzwiowego hatchbacka. W tym samym roku rozpoczęto także produkcję pojazdu w hiszpańskich zakładach Seata w Barcelonie pod nazwą SEAT 127. W 1974 roku wprowadzona została wersja Special charakteryzująca się bogatszym wyposażeniem.
W maju 1977 roku przeprowadzona została pierwsza modernizacja pojazdu. Wprowadzony został m.in. nowy pas przedni pojazdu i pokrywa silnika, zastosowane zostały większe zderzaki wykonane z tworzywa sztucznego, z tyłu pojazdu poszerzono drzwi oraz powiększono lampy. We wnętrzu pojazdu zmieniony został wystrój deski rozdzielczej, a oprócz silnika 0.9 l wprowadzono nowy silnik o pojemności 1.05 l, dostarczany przez brazylijskie zakłady Fiata. Od 1978 roku dostępna była także usportowiona wersja Sport.
W 1980 roku gamę nadwoziową pojazdu poszerzono o wersję 5-drzwiowego hatchbacka, który został opracowany i wyprodukowany w Hiszpanii. Pod koniec tego samego roku do produkcji wprowadzona został wersja kombi o nazwie 127 Panorama. Wiosną 1981 roku gamę jednostek napędowych powiększono o wolnossący silnik wysokoprężny o pojemności 1.3 l.
Na początku 1982 roku zaprezentowano pojazd po drugiej modernizacji. Całkowicie zmieniono wygląd przedniej części pojazdu. Zastosowano zupełnie nowy pas przedni w który wkomponowane zostały większe reflektory, większa atrapa chłodnicy oraz zupełnie nowe zderzaki.
Oficjalnie pojazd zastąpiony został w Europie przez model Uno w 1983 roku. Jego produkcję kontynuowano w Ameryce Południowej do 1995 roku.
W sierpniu 1973 r. rozpoczęto montaż Fiata 127 w polskich zakładach FSO pod oznaczeniem Polski Fiat 127p. Prace wykonywane w Polsce obejmowały bardzo mały zakres, samochody docierały do zakładów prawie gotowe do jazdy, a dopiero w późniejszym okresie montowano część podzespołów produkcji polskiej. Zakup licencji na model 126 wiązał się z dyskusją w prasie, w której wskazywano model 127 jako lepszy i postulowano zakup praw do jego produkcji w miejsce modelu 126. Montaż w Polsce trwał do 1978 roku; przy czym w latach 1973–74 zmontowano odpowiednio 2696 i 3214 sztuk, a potem już niewielkie ilości. Łącznie sprzedano ok. 6200 pojazdów, w tym także egzemplarze zakupione we Włoszech jako gotowe. Samochód był dostępny tylko w sieci Pewex za dewizy. Licencja na model 127 z nadwoziem Autobianchi została zakupiona przez jugosłowiańskie zakłady Zastava, produkujące go do 2008 roku jako Zastava Koral.
W 1972 roku pojazd wybrany został Europejskim Samochodem Roku, wyprzedzając na podium Renault 15/17 oraz Mercedesa 350 SL.
| Wersja                | Silnik:                   | Układ zasilania:   | Średnica × skok tłoka: | St. sprężania:     | Moc maksymalna:                  | Maks. moment obrotowy      | 0-100 km/h:        | V-max:             |
| Silniki benzynowe:    | Silniki benzynowe:        | Silniki benzynowe: | Silniki benzynowe:     | Silniki benzynowe: | Silniki benzynowe:               | Silniki benzynowe:         | Silniki benzynowe: | Silniki benzynowe: |
| --------------------- | ------------------------- | ------------------ | ---------------------- | ------------------ | -------------------------------- | -------------------------- | ------------------ | ------------------ |
| 900                   | R4 0,9 l (903 cm³), OHV   | gaźnik             | 65,00 mm × 68,00 mm    | 9,0:1              | 48 KM (35 kW) przy 6200 obr./min | 63 N•m przy 3500 obr./min  | b/d                | b/d                |
| 900 L                 | R4 0,9 l (903 cm³), OHV   | gaźnik             | 65,00 mm × 68,00 mm    | 9,0:1              | 46 KM (34 kW) przy 5600 obr./min | 64 N•m przy 3000 obr./min  | b/d                | 135 km/h           |
| 1050 L                | R4 1,1 l (1049 cm³), OHC  | gaźnik             | 76,00 mm × 57,80 mm    | 9,3:1              | 51 KM (37 kW) przy 5600 obr./min | 77 N•m przy 3000 obr./min  | 14,8 s             | 140 km/h           |
| 1050 Sport            | R4 1,1 l (1049 cm³), OHC  | gaźnik             | 76,00 mm × 57,80 mm    | 9,8:1              | 71 KM (52 kW) przy 6500 obr./min | 83 N•m przy 4500 obr./min  | 12,9 s             | 161 km/h           |
| 1300 Sport            | R4 1,3 l (1301 cm³), SOHC | gaźnik             | 76,10 mm × 71,50 mm    | 9,75:1             | 75 KM (55 kW) przy 5750 obr./min | 103 N•m przy 3500 obr./min | 10,0 s             | 165 km/h           |
| Silniki wysokoprężne: |                           |                    |                        |                    |                                  |                            |                    |                    |
| 1300                  | R4 1,3 l (1301 cm³), SOHC | pompa wtrysk       | 76,10 mm × 71,50 mm    | 20,0:1             | 45 KM (33 kW) przy 5000 obr./min | 74 N•m przy 3000 obr./min  | b/d                | 130 km/h           |

### Wyposażenie
- Special
- Sport